# Diospyros texana
Diospyros texana es una especie de planta fanerógama de la familia de las ebenáceas. Se conoce en español como chapote, chapote manzano, o chapote prieto.

## Distribución
Es nativa del centro y el oeste de Texas y el suroeste de Oklahoma en el Estados Unidos y el este de Chihuahua, Coahuila, Nuevo León y Tamaulipas en el noreste de México. Todas derivan de la palabra Nahuatl tzapotl. Esa palabra también se refiere a varios otros árboles frutales.

## Descripción

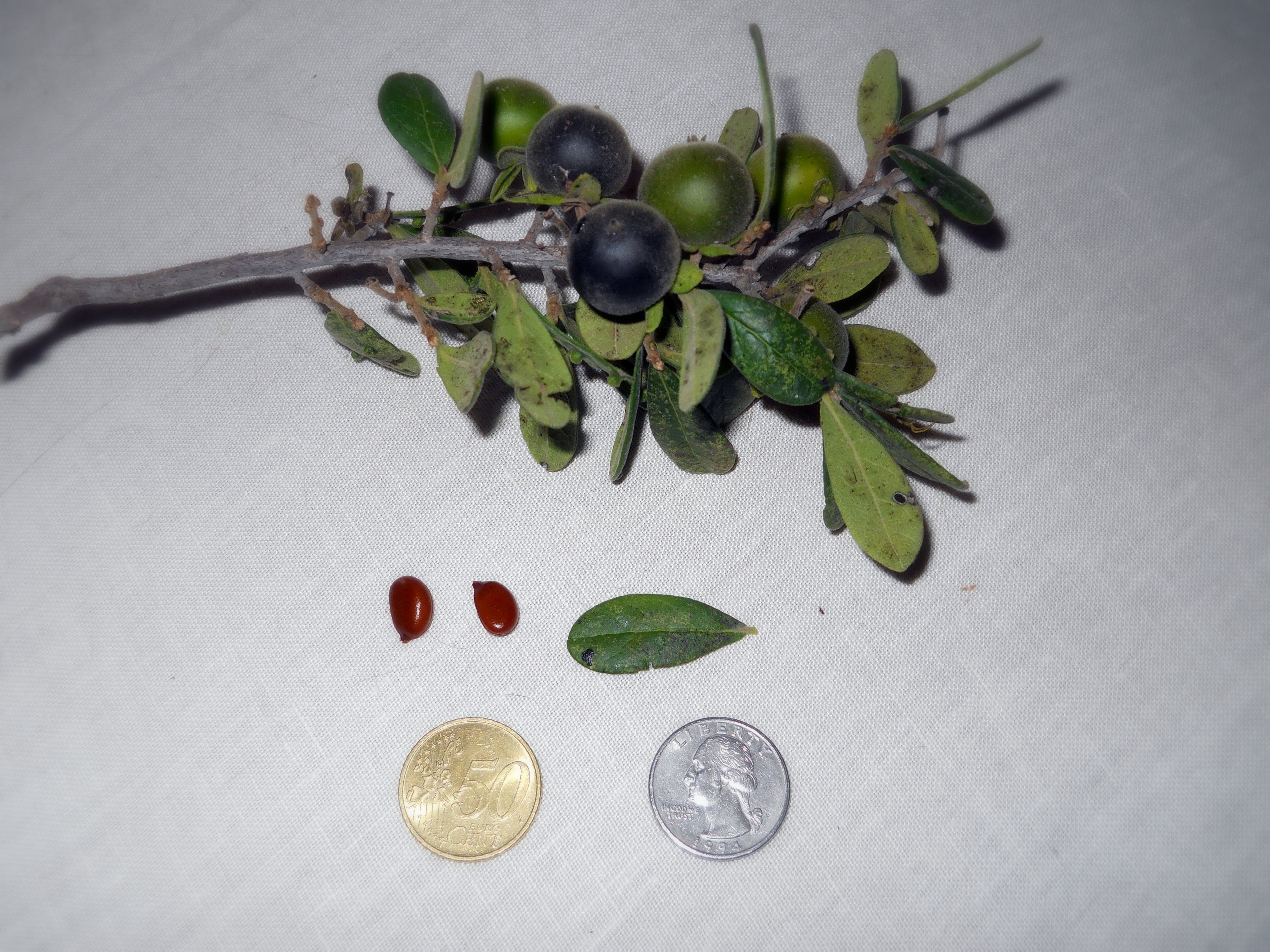
Las semillas, hojas, corteza, maduro, y la fruta no madura del caqui.

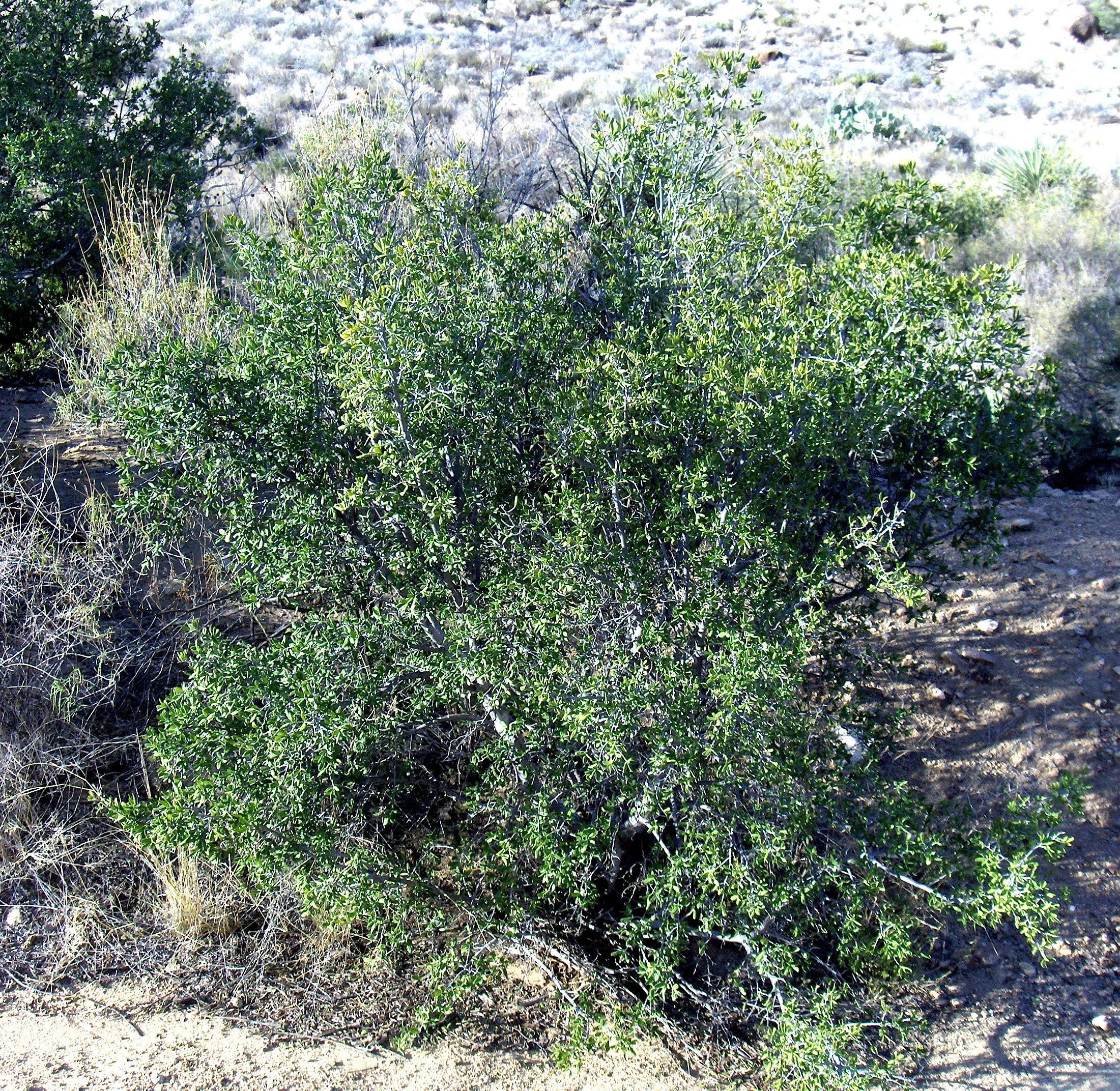
Vista de la planta

D. texana es un árbol pequeño o arbusto grande, con una vida útil de 30 a 50 años. Por lo general alcanza un tamaño de hasta 3 m de altura, pero puede alcanzar los 12 m en buenos sitios. La corteza es de color gris claro rojizo suave, y las cáscaras de distancia de los árboles maduros para revelar tonos de rosa, blanco, y gris en el tronco.
Hojas
Las hojas esclerófilas son obovadas, de color verde oscuro, de 2-5 cm de largo y 1-3 cm de ancho. Los ápices son obtusos a emarginados. Las superficies superiores son brillantes, mientras que las superficies inferiores están cubiertas de finos pelos y carecen de glándulas basilaminares. Las hojas están unidas a peciolos de 0,1-0,5 cm. Los árboles son de hoja caduca en el norte de su área de distribución y se convierten en árboles de hoja perenne, más al sur.
Flores
D. texana es dioica (árboles masculinos y femeninos separados) y produce flores a partir de marzo o abril. Las flores son de color blanco, en forma de urna, y de 0,8 a 1,6 cm de ancho. Tienen cinco sépalos, cinco pétalos, 16 estambres y cuatro estilos. Las flores son solitarias o se forman en cimas de dos a tres.
Fruto
El fruto de D. texana es una baya comestible, negra y subglobosa, con un diámetro de 1.5 a 2.5 cm que madura en agosto. Las bayas contienen entre tres y ocho semillas triangulares de color rojo claro, de alrededor de 0,8 cm de longitud.

## Hábitat
Se puede encontrar en elevaciones desde el nivel del mar hasta los 1.800 m de altura. Habita en la meseta de Edwards el desierto de Chihuahua, el tercio sur de las praderas costeras del Golfo occidental, el mezquital tamaulipeco, y el matorral tamaulipeco. A lo largo de su área de distribución, D. texana favorece las zonas ribereñas, márgenes de praderas y laderas rocosas. Prefiere suelos bien drenados y alcalinos.

## Usos
Referente a la corteza y madera, la albura de Diospyros texana es de color amarillo claro, mientras que el duramen, que sólo se encuentra en los árboles muy grandes, es de color negro (ébano) como el de la relacionada Diospyros ebenum. El duramen es duro, denso, y tiene un alto pulimento. Se utiliza para hacer bloques de grabado, obras de arte y herramientas.
Las bayas carnosas son comestibles y dulces cuando maduran y se utilizan en flanes y natillas; también las disfrutan muchas especies de aves y mamíferos. Fueron utilizados tradicionalmente por los nativos americanos para hacer un tinte negro para las pieles de animales y todavía se utilizan para este propósito en México. 
El pequeño tamaño, la corteza pelada, ramificación intrincada, y la tolerancia a la sequía hace que D. texana sea igualmente útil como planta ornamental.

## Ecología
D. texana es una planta hospedera de las orugas de Strymon melinus y Callophrys henrici.

## Taxonomía
Diospyros texana fue descrito por Carl Wilhelm Scheele y publicado en Linnaea 22(2): 145–146. 1849.
Etimología
texana: epíteto geográfico que alude a su localización en Texas.
Sinonimia
- Brayodendron texanum (Scheele) Small
- Diospyros cuneifolia Hiern
- Diospyros mexicana Scheele ex Hiern[16][17]